# ×Haynaldoticum
× Haynaldoticum là một chi thực vật có hoa trong họ Hòa thảo (Poaceae).

## Loài
Chi × Haynaldoticum gồm các loài: